# Karel Škréta
Karel Škréta (teljes nevén Karel Škréta Šotnovský ze Závořic) (Prága, 1610. – Prága, 1674. július 30.) cseh barokk festő.

## Életpályája
Protestáns nemesi családban született, amely eredetileg Dél-Csehországban élt, majd Kutná Horába, később Prágába költözött. Édesapját 3 éves korában elvesztette. Bizonytalan, hol szerezte festői képzését; valószínűleg a cseh királyi udvarban tanult és együtt dolgozott Aegidius Sadelerrel.
Miután kitört a harmincéves háború, és a katolikusok elfoglalták Prágát, 1628-ban édesanyjával Szászországba menekült. Karel eljutott Velencébe, ahol tanulmányozta Veronese, Tintoretto és Tiziano műveit, majd 1634-ben Rómába költözött.
1638-tól Prágában élt.
Oltárképei, allegorikus kompozíciói és arcképei egyaránt jelentősek.

## Képgaléria

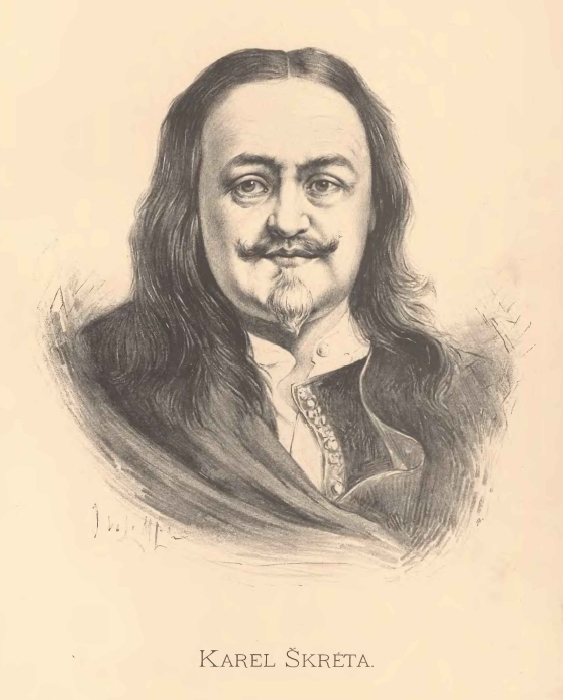
Jan Vilímek portréja Karel Škrétáról
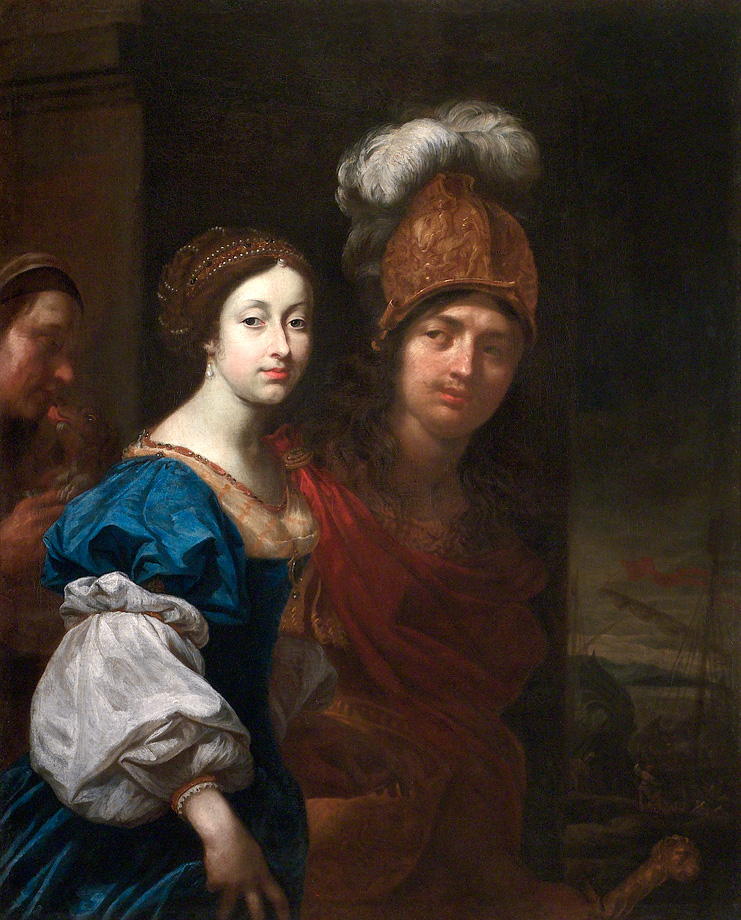
Parisz és Heléna
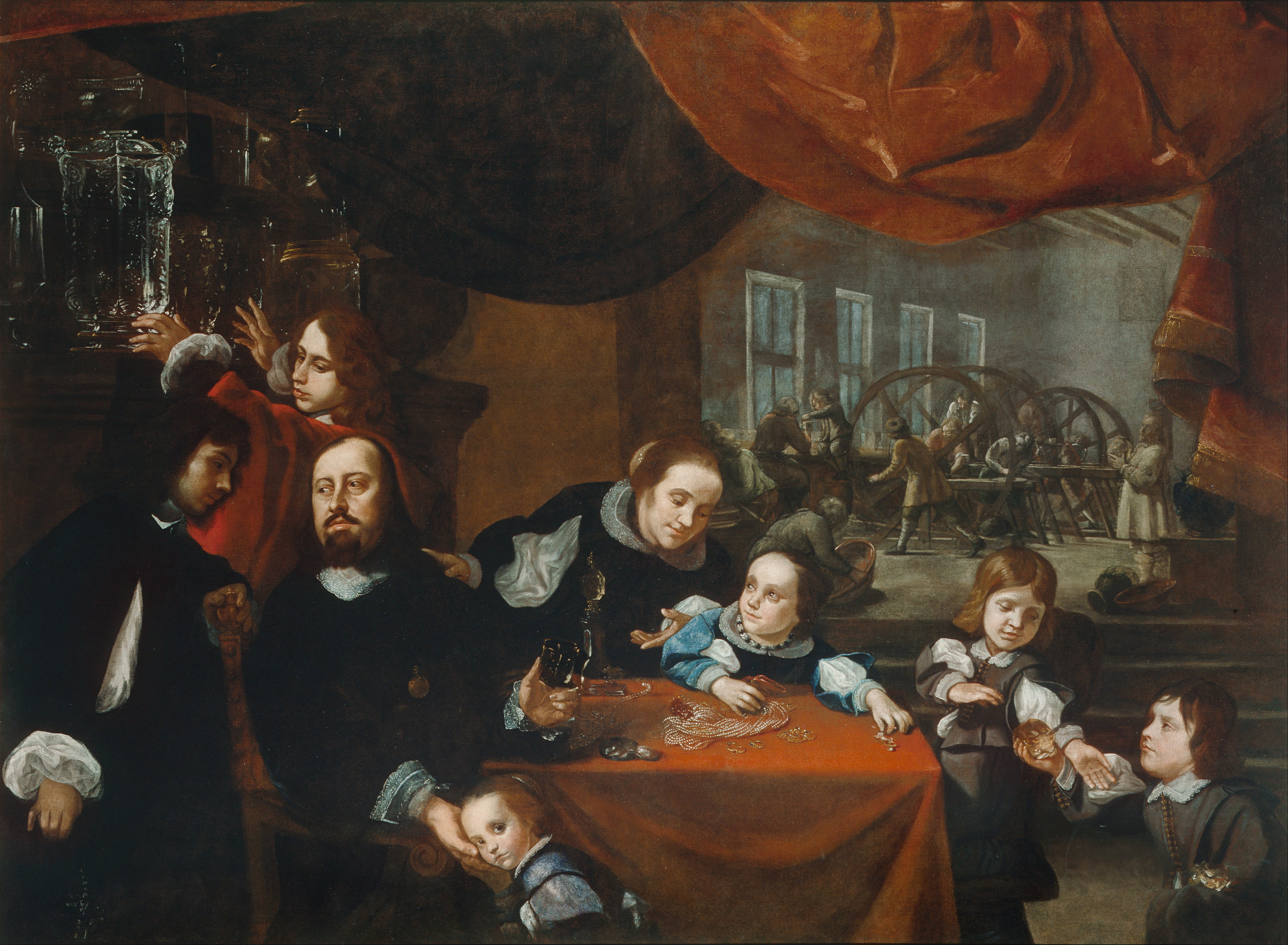
Dionysio Miseroni drágakő-metsző és családja
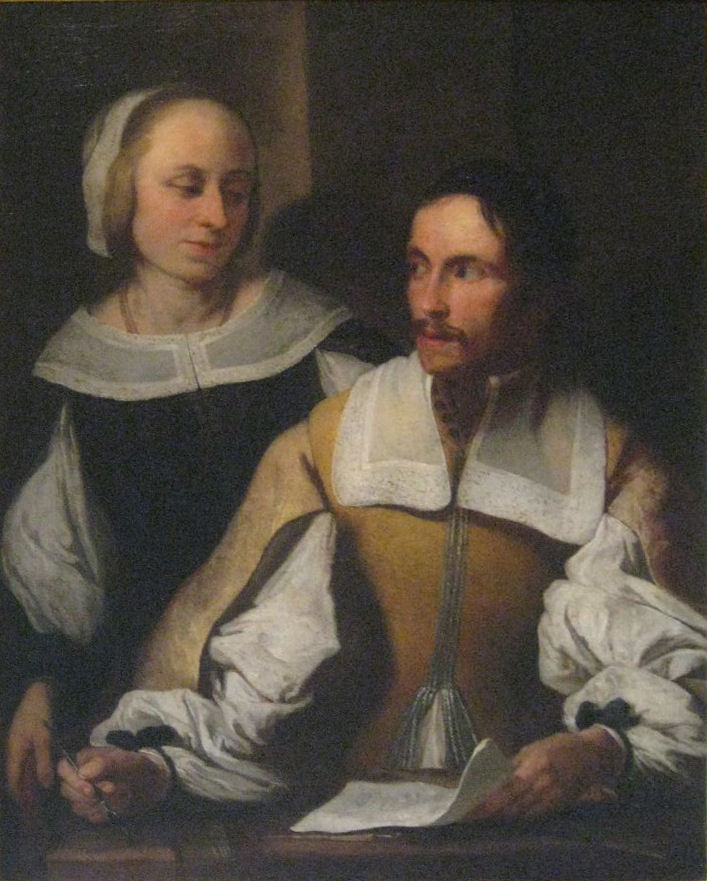
A matematikus és neje
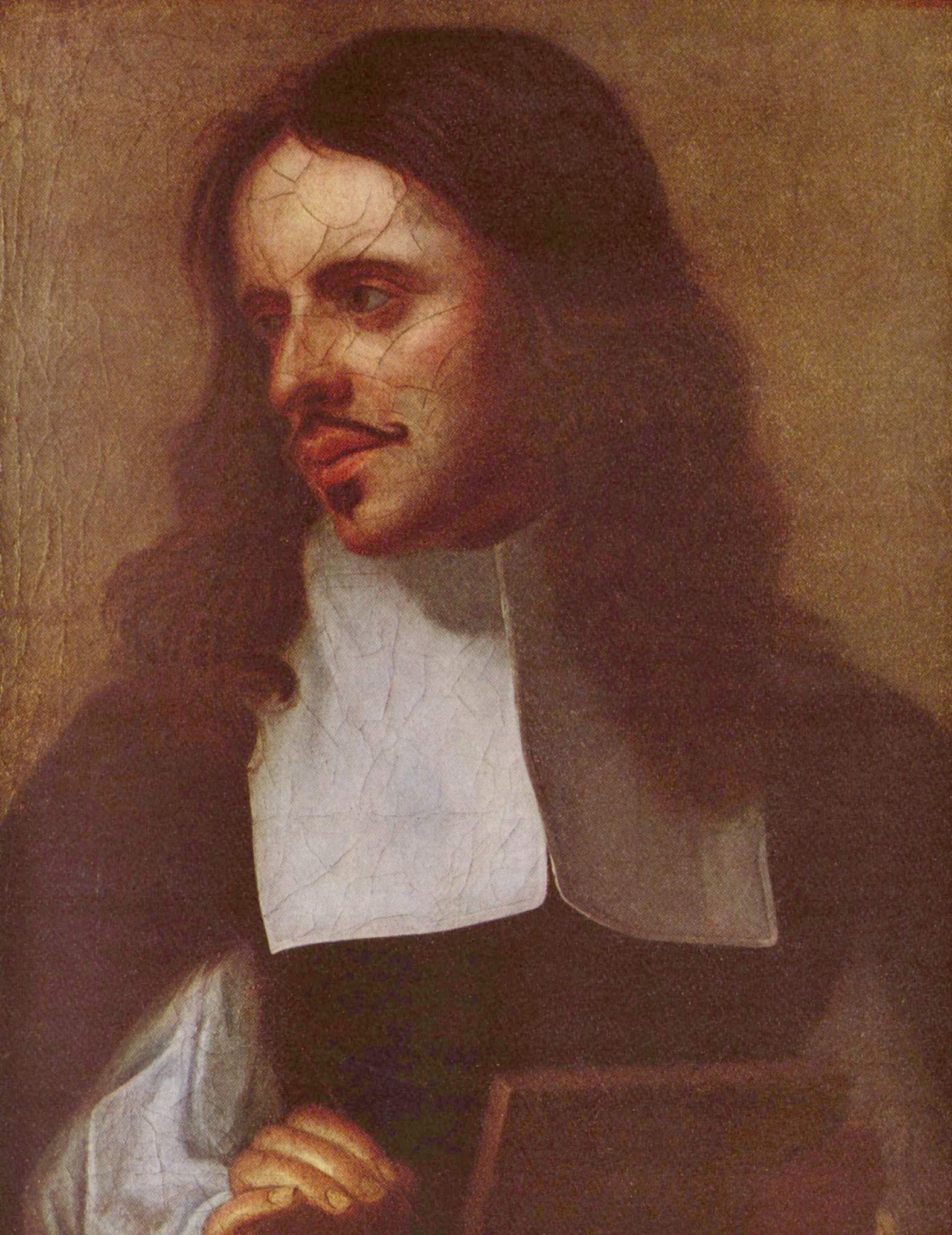
Joachim von Sandrart miniatűr-festő arcképe